# Tom Morello
Tom Morello (født 30. maj 1964) er en amerikansk guitarist, kendt fra rockgrupperne Rage Against the Machine, Audioslave og The Nightwatchman. Han var en af 20 guitarister i Rolling Stones "Top 20-nye guitarister" og blev rangeret som nr. 26 på Rolling Stones liste over "Tidens 100 største guitarister".